# Уолтерс, Вернон Энтони
Вернон Энтони Уолтерс (Vernon A. Walters) (3 января 1917, Нью-Йорк, США — 10 февраля 2002, Уэст-Палм-Бич, Флорида, США) — американский государственный деятель и дипломат. Считался убежденным антикоммунистом и одновременно лоббистом интересов южноамериканских диктаторов.

## Биография
Родился в семье британского страхового агента, который перебрался в Европу в 1923 г. Обладал способностями к иностранным языкам, когда его семья переехала в США в 1934 г., он говорил на французском, итальянском, испанском и немецком. В итоге он овладел 7 языками. Во время Второй мировой войны служил в разведывательных подразделениях в Марокко, был адъютантом генерала Марка Кларка, командующего силами США в Италии. Был переводчиком президента Гарри Трумэна на нескольких послевоенных конференциях.
В начале 1950-х помогает Авереллу Гарриману во время его дипмиссий в Корею, Иран. В 1953 г. участвовал в военном перевороте, закончившимся восстановлением шахского режима в Иране, организованном ЦРУ. В 1956—1960 гг. был штатным помощником президента Эйзенхауэра. В 1958 г. был переводчиком вице-президента Ричарда Никсона во время тура «доброй воли» по Южной Америке, когда в Каракасе их автомобиль забросала камнями разъяренная толпа.
В 1962 г. его направляют в Бразилию, когда в бразильской армии росло возмущение реформистским режимом президента Гуларта. Он с точностью до даты предсказал предстоящий военный переворот, который возглавил его армейский друг генерал Кастело Бранко. Это спровоцировало представления о сопричастности Уолтерса к произошедшим событиям.
Во время вьетнамской войны он становится военным атташе в посольстве США в Париже. На этом посту неоднократно организовывал секретные переговоры госсекретаря Киссинджера с представителями Северного Вьетнама. В 1972 г. президент Никсон назначает Уолтерса заместителем директора ЦРУ. Его считают причастным к разработке военного переворота, свергнувшего реформистское правительство Бразилии в 1964 г. и к падению правительства Сальвадора Альенде в Чили в 1973 г. В 1976 г., когда два агента DINA убили в Вашингтоне бывшего министра обороны в правительстве Альенде — Орландо Летельера, имя Уолтерса было обнаружено в их бумагах. Однако расследование не смогла подтвердить вины высокопоставленного американского разведчика.
После прихода к власти администрации Джимми Картера он увольняется в звании генерал-лейтенанта и переходит на работу в транснациональный нефтяной картель. В мае 1981 г., вернувшись на госслужбу при президенте Рейгане, он рекомендует возобновить помощь США Гватемале — на тот период одному из самых тоталитарных режимов в западном полушарии.
В 1985—1989 гг. — постоянный представитель США при ООН, его кандидатура встретила недовольство развивающихся стран, в 1988—1991 гг. — посол США в ФРГ, активно содействовал объединению Германии.
Уйдя в отставку, занялся написанием мемуаров. Его имя увековечено в Зале славы военной разведки США.